# Ignacy Kazimierz Ledóchowski

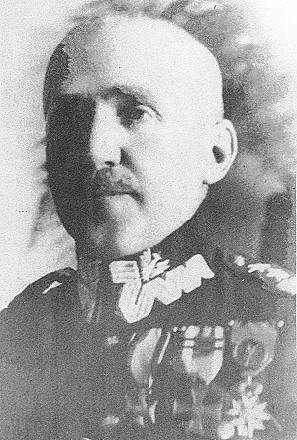
General Ignacy Kazimierz Ledóchowski

Ignacy Kazimierz Maria Graf Ledóchowski (* 5. August 1871 in Loosdorf, Niederösterreich; † 6. März 1945 im KZ Dora-Mittelbau) war ein polnischer General. Er entstammte der polnisch-österreichischen Grafenfamilie Ledóchowski.

## Leben
Der Sohn von Antoni August Ledóchowski in dessen zweiter Ehe mit Josefine von Salis-Zizers entstammt der alten südpolnischen Adelsfamilie Ledóchowski. Er war der jüngste von zwölf Geschwistern, zu denen die selige Maria Teresia Ledóchowska, die heilige Ursula Ledóchowska und der General der Jesuiten Włodzimierz Dionizy Ledóchowski gehören. Sein Urgroßvater war der General Ignacy Hilary Ledóchowski.
Ledóchowski wuchs in Niederösterreich auf, wo die Familie seit 1843 ansässig war. Nach dem Tode seiner ersten Frau verließ sein Vater das Gut in Sitzenthal und errichtete eine Villa in Loosdorf. Schon kurz nach Ignacys Geburt verlor sein Vater 1873 beim Bankenkrach große Teile seines Vermögens und musste die Villa verkaufen. Ignacy wuchs in St. Pölten auf, wohin die Familie 1874 gezogen war.
Nach der Schulzeit erhielt er von 1886 eine militärische Ausbildung an der Heeresschule Mährisch Weißkirchen und ab 1889 an der k.u.k. Kriegsschule in Wien. Nach Erhalt seines Offiziersdiploms der k.u.k. Armee wurde Ledóchowski im Range eines Leutnants nach Krakau abkommandiert. Am 24. November 1903 heiratete er in Krakowiec, Powiat Jaworów, Paulina Gräfin Lubieńska. Aus der Ehe gingen vier Kinder Jadwiga, Maria Teresia, Jozefa Maria und Włodzimierz Ignacy hervor.
Während des Ersten Weltkrieges kämpfte Ledóchowski als Kommandeur eines österreichisch-ungarischen Regiments in Wolhynien und Italien. Zum Kriegsende stand er im Range eines Obersts und war mit dem Leopold-Orden und dem Orden der Eisernen Krone ausgezeichnet worden.
Am 28. November 1918 trat Ledóchowski, der seit den gemeinsamen Kämpfen an der russischen Front während des Kriegs mit Józef Piłsudski befreundet war, ins neue polnische Heer ein. Als 1919 der Polnisch-Sowjetische Krieg ausbrach, war er als Bataillons- und später Divisionskommandeur wesentlich am „Wunder an der Weichsel“ beteiligt. Nach dem Rigaer Friedensvertrag von 1921 wurde er Kommandeur der Armeeschule Kobryń. Ab 1923 übernahm Ledóchowski, dem das Kreuz der Ehrenlegion verliehen worden war, im Range eines Generalleutnants leitende Funktionen an den Wehrkreiskommandos Krakau und Łódź.
Als Piłsudski im Jahre 1926 durch einen Staatsstreich die Macht ergriff, war die alte Freundschaft bereits zerbrochen. Ledóchowski verweigerte ihm die Unterstützung und wurde am 1. Februar 1927 entlassen. Bis zum Ausbruch des Zweiten Weltkrieges bewirtschaftete er das Gut seiner Frau in Wólka Rosnowska bei Lemberg. Nach der Teilung Polens entlang der Ribbentrop-Molotow-Linie floh die Familie vor den sowjetischen Besatzern auf ihr im deutschen Teil gelegenes Gut Lipnica Murowana. Nachdem Ledóchowski erkannt hatte, dass auch hier das Kriegsvölkerrecht missachtet wurde, nahm er Kontakte zur Armia Krajowa auf. Er unterstützte die Untergrundarmee in verschiedener Form, unter anderem durch Verwaltung von Geldern und wurde als Krak zum Berater bei der Aufstellung und Ausbildung von Partisaneneinheiten.
Der Reserveoffizier der Armia Krajowa wurde am 1. Juli 1944 durch die Gestapo verhaftet, nachdem ihnen eine Fotografie von der Abnahme eines feierlichen Gelöbnisses der Armia Krajowa bei Iwkowa durch Ledóchowski in die Hände gefallen war. Nachdem er sich bei seinen Verhören offen zu seiner Zugehörigkeit zur Armia Krajowa bekannt hatte, wurde Ledóchowski im August 1944 in das KZ Groß-Rosen verbracht. Während der KZ-Haft wurde er zur Arbeit in der Weberei herangezogen. Wegen seiner Ehrlichkeit und seines tiefen katholischen Glaubens wurde er unter seinen Mithäftlingen und dem Wachpersonal als der Heilige General bezeichnet.
Nach der Räumung des KZ Groß-Rosen vor der herannahenden Front gehörte Ledóchowski zu den Häftlingen, die Mitte Februar 1945 ins KZ Dora-Mittelbau transportiert wurden. Infolge dieser mehrtägigen Verlegung, die bei winterlichen Temperaturen in offenen und zugigen Eisenbahngüterwagen erfolgte, erkrankte Ledóchowski an einer Lungenentzündung, an deren Folgen der Häftling Nummer 113195, politischer Pole, Ledochowski, Ignatz wenig später im Lager Dora verstarb.

## Militärische Auszeichnungen

### Österreichische Militärauszeichnungen (Stand 31. Dezember 1918)
- Erinnerungskreuz 1912/13
- Militär-Jubiläumskreuz 1908
- Militär-Jubiläumsmedaille 1898
- Karl-Truppenkreuz
- Bronzene Militär-Verdienstmedaille, Kriegsdekoration mit Schwertern
- Silberne Militär-Verdienstmedaille, Kriegsdekoration mit Schwertern
- Militärverdienstkreuz III. Klasse
- Militärverdienstkreuz III. Klasse, Kriegsdekoration mit Schwertern
- Orden der Eisernen Krone Ritter III. Klasse, Kriegsdekoration mit Schwertern
- Leopoldorden Ritterkreuz, Kriegsdekoration mit Schwertern

### Sonstige
- Silbernes Kreuz des Virtuti Militari (24. März 1922; Verleihungsnummer 5278)
- Tapferkeitskreuz (dreimalige Verleihung)
- Officier de la Légion d’Honneur
- Großoffizier des Ordens der Krone von Rumänien